# غريغ هارلو
غريغ هارلو (بالإنجليزية: Greg Harlow)‏ هو لاعب بولينغ بريطاني، ولد في 6 يوليو 1968 في إيلي في المملكة المتحدة.